# Tetrastichus ooctonus
Tetrastichus ooctonus är en stekelart som först beskrevs av Johann Heinrich Carl Kawall 1858.  Tetrastichus ooctonus ingår i släktet Tetrastichus och familjen finglanssteklar. Inga underarter finns listade i Catalogue of Life.